# Synodus rubromarmoratus
Synodus rubromarmoratus är en fiskart som beskrevs av Russell och Cressey, 1979. Synodus rubromarmoratus ingår i släktet Synodus och familjen Synodontidae. Inga underarter finns listade i Catalogue of Life.